# مورشيلي الأول
مورشيلي الأول (المعروف أيضًا باسم مرسيليس؛ يُنقل أحيانًا باسم مرشيلي) كان ملكًا للحيثيين (1620-1590 ق.م)، حسب التسلسل الزمني الأوسط، التسلسل الزمني الأكثر قبولًا في عصرنا، أو بدلاً من ذلك - 1556-1526 ق.م (تسلسل زمني قصير)، وكان على الأرجح حفيد سلفه، هاتوسيلي الأول. كانت أخته سارابشيلي
جاء مرسيلي إلى العرش وهو قاصر. بعد بلوغه سن الرشد، جدد حرب حطوسيلي الأول في شمال سوريا. غزا مملكة يمحاض وعاصمتها حلب التي استعصت على الحيثيين. ثم قاد مسيرة غير مسبوقة بطول 2000 كيلومتر جنوبًا في قلب بلاد ما بين النهرين، حيث في عام 1595 قبل الميلاد غزا مدينة بابل ونهبها وسرق تمثال مردوخ، كبير الهة المدينة. لا يزال دافع مرسيلي لمهاجمة بابل غير واضح، على الرغم من أن ويليام برود قد اقترح أن السبب كان الحصول على الحبوب لأن السحب من ثوران ثيرا قللت من محاصيل الحيثيين.لا يمكن أن تكون الغارة على بابل تهدف إلى ممارسة السيادة على المنطقة ؛ لقد كانت ببساطة بعيدة جدًا عن الأناضول ومركز قوة الحيثيين. ومع ذلك، يُعتقد أن الغارة على بابل أنهت سلالة حمورابي الأموريين وسمحت للكيشيين بالاستيلاء على السلطة، وبالتالي ربما نشأت من تحالف مع الكيشيين أو محاولة لكسب ودهم. قد يكون أيضًا أن مرسيلي قام بهجوم بعيد المدى لدوافع شخصية، أي كوسيلة للتغلب على المآثر العسكرية لسلفه، هاتوسيلي الأول. عندما عاد مورشيلي إلى مملكته، اغتيل في مؤامرة قادها صهره، حنطيلي الأول (الذي تولى العرش)، وزيدانتا الأول، صهر حنطلي. كانت وفاته بداية فترة من الاضطرابات الاجتماعية وانحطاط الحكم المركزي، تلاها خسارة الفتوحات التي تمت في سوريا.

## في الثقافة الشعبية
مورشيلي الأول هو زعيم في لعبة (مثل الشكل اللاتيني "Mursilis") للدولة الحثية في لعبة فيديو 2001 Civilization III.